# Kristina Šmigun-Vähi
Kristina Šmigun, née le 23 février 1977 à Tartu, est une fondeuse estonienne. Elle a été entraînée par son père, Anatoli, dans la petite station de sports d'hiver d'Otepää.

## Biographie
Sa sœur Katrin Šmigun et son cousin Aivar Rehemaa sont également des fondeurs de haut niveau.
Aux Jeux olympiques de Lillehammer, en 1994, Kristina Šmigun se classe douzième en relais. L'année suivante, elle se distingue aux mondiaux juniors avec l'argent sur 5 km classique et 15 km libre. Quelques semaines plus tard, elle termine cinquième du 5 km classique des mondiaux séniors à Thunder Bay. En 1997, Šmigun s'adjuge les titres Mondiaux juniors des 5 km classique et 15 km libre. Cependant, elle connaît une période blanche en 1998 quand elle rate sa saison de Coupe du monde à cause d'une fracture d'une clavicule et défendra peu ses chances aux Jeux olympiques de Nagano.
Kristina Šmigun fut médaille d'argent lors des Championnats du monde 1999 sur 15 km libre et médaille de bronze sur 30 km classique. Cette saison se finira par sa quatrième place en Coupe du monde notamment grâce à sa première victoire obtenue à Nove Mesto. L'estonienne est alors au premier rang dans les saisons suivantes en finissant deuxième de la coupe du monde en 2000, à 11 points de la Norvégienne Bente Martinsen-Skari. Malgré tout, elle laisse échapper la fin de la saison 2000-2001 de fond en échouant aux mondiaux de Lahti.
En 2003, elle est sacrée championne du monde en poursuite sur 10 km, 2e sur 10 km et 15 km classique et 3e sur 30 km libre. Elle finira deuxième de la Coupe du monde 2002-2003 mais seulement cinquième de la saison suivante.
Le 12 février 2006, elle devient championne olympique lors des Jeux olympiques d'hiver de 2006 dans l'épreuve de 15 km poursuite. Elle remporte un nouveau titre olympique quatre jours plus tard sur le 10 km classique. À cette occasion, elle est devenue la première estonienne à obtenir une médaille d'or olympique aux Jeux d'hiver et la deuxième après Erika Salumäe dans tous les Jeux olympiques (été et hiver).
En 2010, lors des Jeux olympiques de Vancouver, elle est médaillée d'argent au 10 km libre derrière Charlotte Kalla. Elle décide de quitter la compétition de haut niveau en juillet de cette même année.

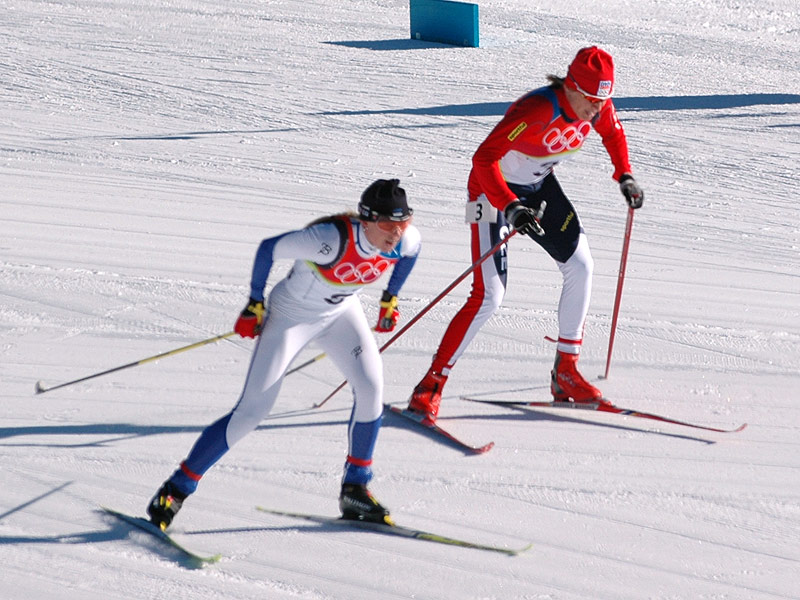
Šmigun et Kateřina Neumannová lors de la poursuite aux Jeux olympiques d'hiver de 2006

## Palmarès

### Jeux olympiques d'hiver
| Épreuve / Édition         | Épreuve / Édition         | Lillehammer 1994                 | Nagano 1998                      | Salt Lake City 2002              | Turin 2006                       | Vancouver 2010                   |
| Poursuite                 |                           |                                  |                                  |                                  |                                  |                                  |
| 10 km                     |                           | Épreuve inexistante à cette date | 13e                              | Épreuve inexistante à cette date | Épreuve inexistante à cette date |                                  |
| 15 km                     | 27e                       | —                                | Épreuve inexistante à cette date | Or                               | Abandon                          |                                  |
| Sprint individuel         | Sprint individuel         |                                  | Épreuve inexistante à cette date | 25e                              | —                                | —                                |
| Sprint par équipe         | Sprint par équipe         |                                  | Épreuve inexistante à cette date | Épreuve inexistante à cette date | —                                | —                                |
| 5 km classique            | 5 km classique            | 30e                              | —                                | Épreuve inexistante à cette date |                                  | Épreuve inexistante à cette date |
| 10 km                     |                           |                                  |                                  |                                  |                                  |                                  |
| Classique                 |                           | —                                | DNF                              | Or                               | Épreuve inexistante à cette date |                                  |
| Libre                     |                           | Épreuve inexistante à cette date | Épreuve inexistante à cette date | Épreuve inexistante à cette date | Argent                           |                                  |
| 15 km libre départ groupé | 15 km libre départ groupé |                                  | Épreuve inexistante à cette date | 7e                               | Épreuve inexistante à cette date | Épreuve inexistante à cette date |
| 15 km libre               | 15 km libre               | 28e                              |                                  |                                  |                                  |                                  |
| 30 km                     |                           |                                  |                                  |                                  |                                  |                                  |
| Libre                     |                           | 46e                              | Épreuve inexistante à cette date | Épreuve inexistante à cette date | Épreuve inexistante à cette date |                                  |
| Classique                 |                           | Épreuve inexistante à cette date | 7e                               | Épreuve inexistante à cette date | Épreuve inexistante à cette date |                                  |
| Libre départ groupé       |                           | Épreuve inexistante à cette date | Épreuve inexistante à cette date | 8e                               | Épreuve inexistante à cette date |                                  |
| Classique départ groupé   |                           | Épreuve inexistante à cette date | Épreuve inexistante à cette date | Épreuve inexistante à cette date | 28e                              |                                  |
| Relais 4 × 5 km           | Relais 4 × 5 km           |                                  | —                                | —                                | —                                | —                                |

— : n'a pas participé à l'épreuve

DNF : n'a pas terminé l'épreuve

### Championnats du monde
- Championnats du monde de 1999 à Ramsau ( Autriche) :
  -  Médaille d'argent sur le 15 km libre.
  -  Médaille de bronze sur le 30 km classique.
- Championnats du monde de 2003 à Val di Fiemme ( Italie) :
  -  Médaille d'or sur le 10 km poursuite.
  -  Médaille d'argent sur le 10 km classique.
  -  Médaille d'argent sur le 15 km classique.
  -  Médaille de bronze sur le 30 km libre.

### Coupe du monde
- Meilleur classement final : 2e en 2000 et 2003.
- 49 podiums en épreuve individuelle : 16 victoires, 18 deuxièmes places et 15 troisièmes places.

 Dernière mise à jour le 16 mars 2010 

#### Détail des victoires
| Date             | Lieu                   | Pays      | Épreuve                     |
| ---------------- | ---------------------- | --------- | --------------------------- |
| 12 janvier 1999  | Nové Město na Moravě   | Tchéquie  | 15 km libre                 |
| 10 décembre 1999 | Sappada                | Italie    | 10 km libre                 |
| 28 décembre 1999 | Garmisch-Partenkirchen | Allemagne | Sprint libre                |
| 16 février 2000  | Ulrichen               | Suisse    | 5 km libre                  |
| 3 mars 2000      | Lahti                  | Finlande  | Sprint libre                |
| 22 décembre 2001 | Ramsau am Dachstein    | Autriche  | 15 km libre départ en ligne |
| 2 mars 2002      | Lahti                  | Finlande  | 10 km libre                 |
| 23 novembre 2002 | Kiruna                 | Suède     | 5 km libre                  |
| 4 janvier 2003   | Kavgolovo              | Russie    | 5 km libre                  |
| 22 novembre 2003 | Beitostølen            | Norvège   | 10 km libre                 |
| 29 novembre 2003 | Kuusamo                | Finlande  | 15 km poursuite             |
| 6 décembre 2003  | Dobbiaco               | Italie    | 15 km libre départ en ligne |
| 21 décembre 2003 | Ramsau am Dachstein    | Autriche  | 15 km poursuite             |
| 28 novembre 2004 | Kuusamo                | Finlande  | 10 km classique             |
| 18 décembre 2004 | Ramsau am Dachstein    | Autriche  | 15 km libre départ en ligne |
| 11 mars 2007     | Lahti                  | Finlande  | 10 km classique             |

## Prix et récompenses
- Femme de l'année, 2010
- ordre de l'Étoile blanche d'Estonie de 1re classe, 2006